# Skwala pusilla
Skwala pusilla är en bäcksländeart som först beskrevs av František Klapálek 1912.  Skwala pusilla ingår i släktet Skwala och familjen rovbäcksländor. Inga underarter finns listade i Catalogue of Life.